# Les Hommes du jour
Les Hommes du jour, est une collection de brochures hebdomadaires grand format, d'inspiration libertaire, publiés entre 1908 et 1919. Elles sont majoritairement rédigées par Victor Méric, sous les pseudonymes de Flax ou Lux, avec une illustration de couverture d’Aristide Delannoy. 245 numéros sortiront jusqu'en septembre 1912.
À partir de 1909 parait une collection annexe, Portraits d’hier, « études sur la vie, les œuvres, l’influence des grands morts de notre temps », ainsi qu'en 1910 La Petite bibliothèque des Hommes du jour. La collection fusionne avec Le Journal du peuple en 1916. Elle devient une série mensuelle de 32 pages à partir d'avril 1920.
En 1929, elle prend le titre Les Hommes du jour et Le Journal du peuple.

## Histoire
En janvier 1908, Victor Méric lance, avec Henri Fabre, la collection « Les Hommes du jour annales politiques, sociales, littéraires et artistiques », une revue mi-politique, mi-satirique, de quatre pages, à la verve libertaire, appelée à un succès durable. Le gérant est Ernest Reynaud.
Chaque numéro présente la biographie d’un personnage contemporain rédigée non sans humour par Victor Méric, sous la signature « Flax », tandis qu’une truculente caricature de Delannoy donne les traits du personnage. Les Hommes du jour paraissent sous cette forme jusqu’après 1918. La série est complétée par les Portraits d’hier, bimensuels consacrés à des célébrités des lettres, des arts, de la politique ayant vécu au XIXe siècle.
Plusieurs numéros sont consacrés à des anarchistes et des syndicalistes révolutionnaires parmi lesquels : Charles-Albert, Lucien Descaves, Sébastien Faure, Francisco Ferrer, Jean Grave, Victor Griffuelhes, Pierre Kropotkine, Maximilien Luce, Charles Malato, Octave Mirbeau, Émile Pouget, Paul Robin et Georges Yvetot.

### Procès, prison et amendes

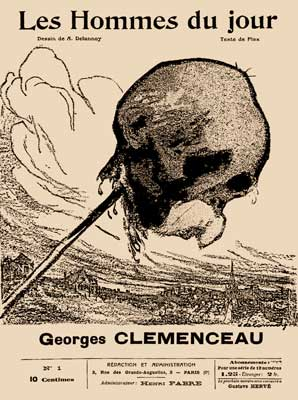
Georges Clemenceau vu par Aristide Delannoy, no 1, 24 janvier 1908.

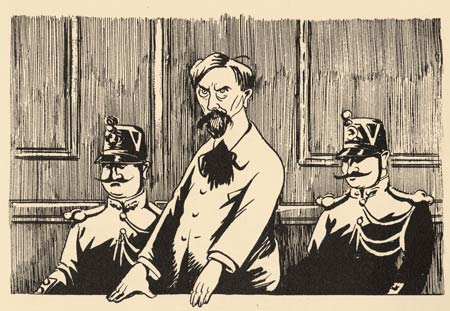
Le 26 septembre 1908, Aristide Delannoy lors de son procès pour une caricature du général Albert d'Amade publiée dans Les Hommes du jour (dessin de Vivriès).

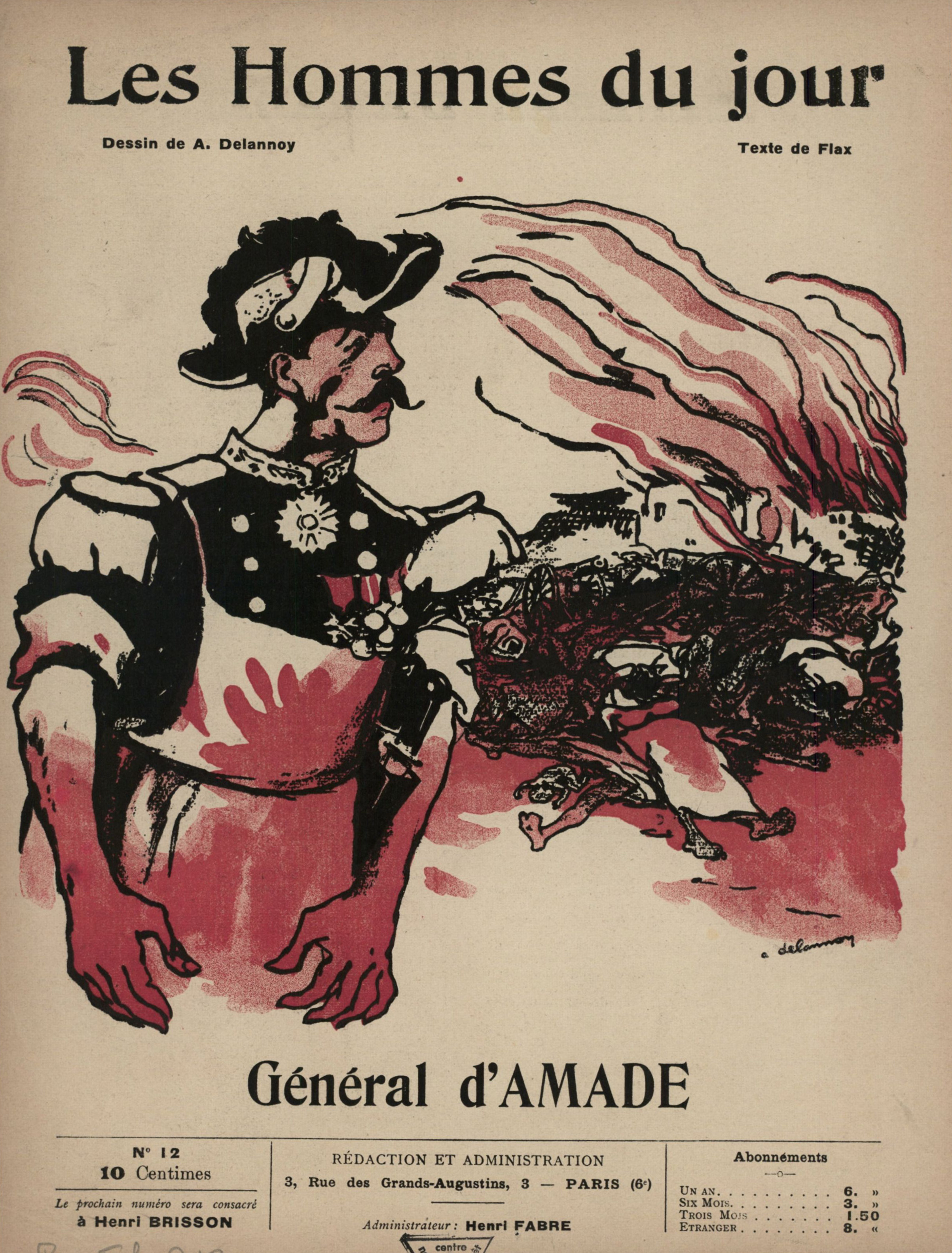
Caricature du général Albert d'Amade par Aristide Delannoy, no 12, 1908.

Pour la couverture du premier numéro, Aristide Delannoy réalise une caricature de Georges Clemenceau à l’apparence d’une tête de mort, au lendemain de la sanglante répression du mouvement des carriers des sablières de Draveil.
Victor Méric a raconté dans un numéro consacré à Delannoy en mai 1911, l’accueil qui fut fait à ce dessin devenu fameux : « Nous étions assez inquiets. Il nous fallait, pour le premier numéro destiné au Grand Flic Clemenceau, un dessin vigoureux, acerbe, mordant. J’avais fait le possible pour le texte. Quand Delannoy, quelques jours après, revint avec son carton et exhiba la fameuse tête de mort, nous trépignâmes de joie. Avec un dessin semblable, c’était le succès assuré. Ce fut le triomphe. La Gueule de Clemenceau tirée à 25 000 s’enleva comme du petit pain ».
Quelques mois plus tard, le 26 septembre 1908, Victor Méric et Aristide Delannoy sont condamnés à un an de prison et à 3 000 francs d’amende pour avoir, représenté le général Albert d'Amade, protagoniste d’une expédition coloniale au Maroc, en boucher au tablier taché de sang. Le 12 novembre 1908, les deux hommes sont incarcérés à la prison de la Santé, au quartier politique. Delannoy, atteint de tuberculose, est libéré le 21 juin 1909 avant l’expiration de sa peine. Victor Méric n'est placé en liberté conditionnelle que le 18 août 1909.
La publication continue jusqu’en 1939 avec des collaborateurs divers, la caricature étant remplacée par un cliché photographique en couverture. Le dernier numéro parait le 10 juin 1940.

## Adresses
3, rue des Grands-Augustins, Paris 6e.
38, quai de l’Hôtel-de-Ville (Paris 6e), à partir du numéro 36, 26 septembre 1908.
20, rue du Louvre et 131, rue Saint-Honoré (Paris 1er), à partir du numéro 68, du 8 mai 1909. 
19, rue Jean-Jacques Rousseau (Paris 1er), à partir du numéro 234, du 13 juillet 1912.

## Numéros notables

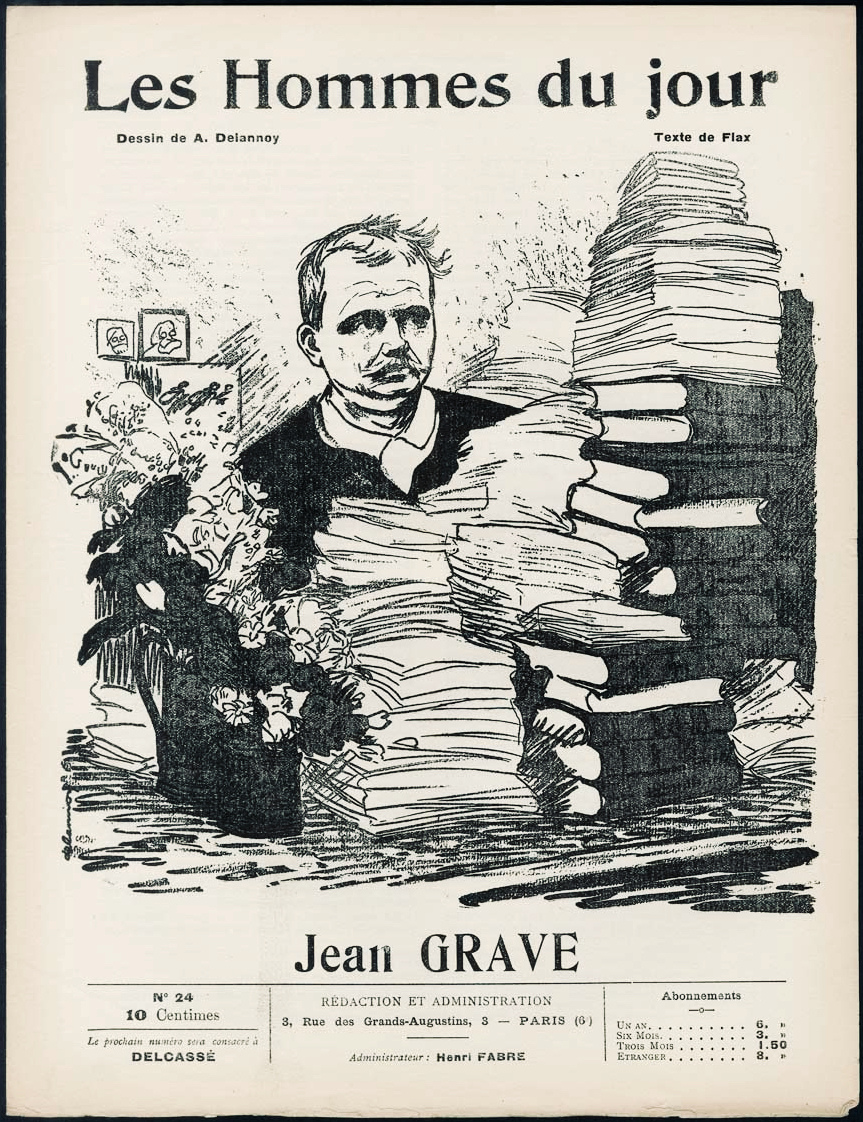
Jean Grave, no 24, 1908.

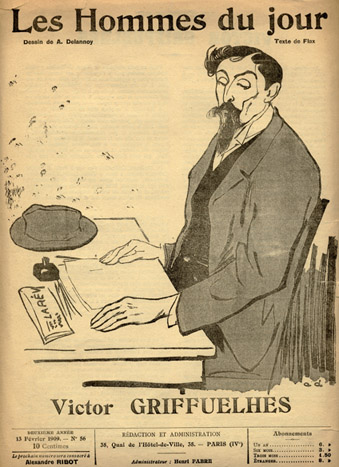
Victor Griffuelhes, no 56, 13 février 1909.

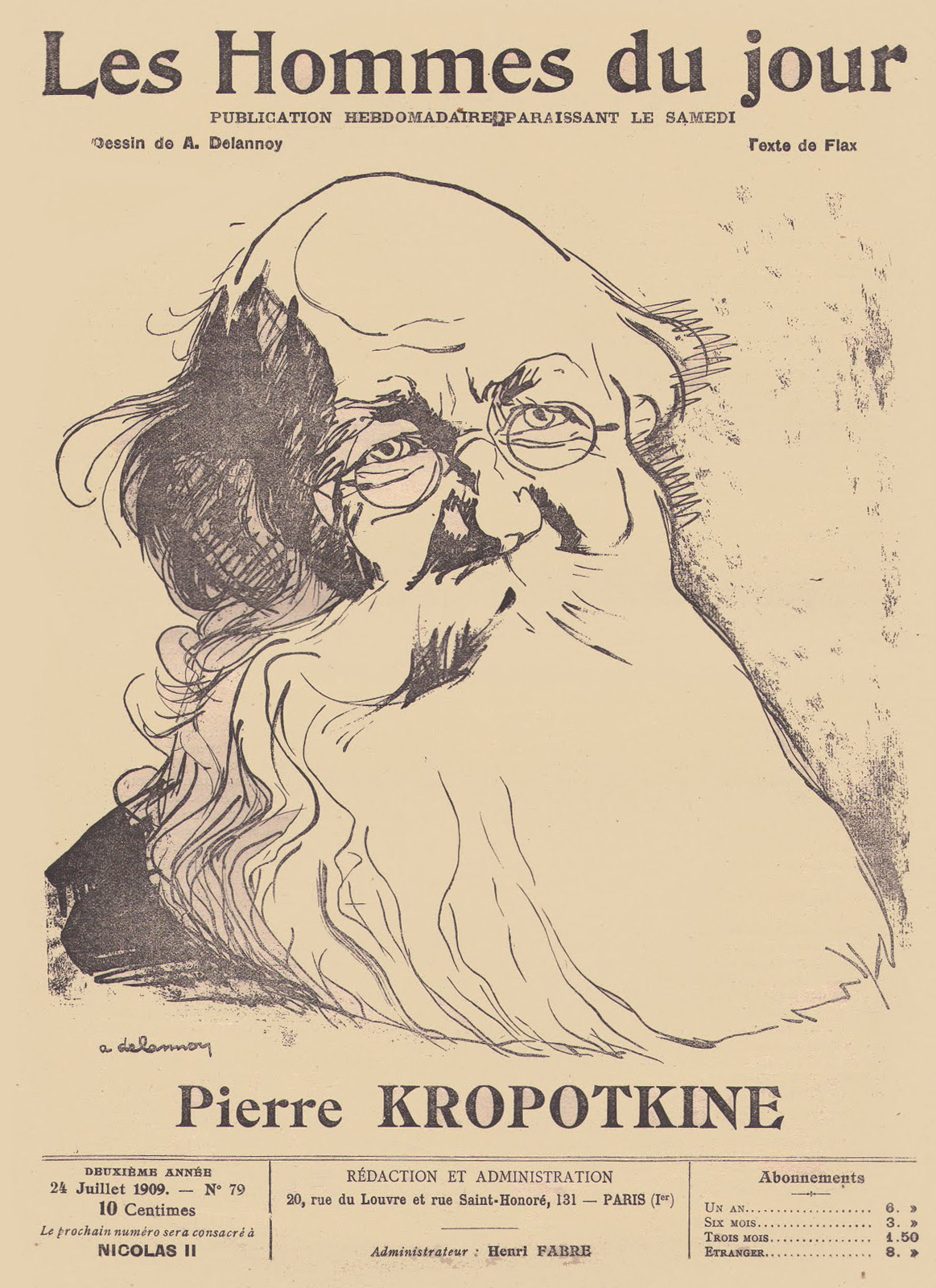
Pierre Kropotkine, no 79, 24 juillet 1909.

- Gallica.
- Georges Clemenceau, dessin d'Aristide Delannoy, texte de Flax, no 1, janvier 1908, texte intégral.
- Sébastien Faure, dessin d'Aristide Delannoy, texte de Flax, no 18, 1908, texte intégral.
- Jean Grave, dessin d'Aristide Delannoy, texte de Flax, no 24, 1908, texte intégral.
- Émile Pouget, dessin d'Aristide Delannoy, texte de Flax, no 27, 1908, texte intégral.
- Charles Malato, dessin d'Aristide Delannoy, texte de Flax, no ?, 2 janvier 1909, texte intégral.
- Paul Brousse, dessin d'Aristide Delannoy, texte de Flax, no 39, 17 octobre 1908, texte intégral.
- Anatole Deibler, dessin d'Aristide Delannoy, texte de Flax, no 53, 23 janvier 1909, texte intégral.
- Victor Griffuelhes, dessin d'Aristide Delannoy, texte de Flax, no 56, 13 février 1909, texte intégral.
- Émile Pataud, dessin d'Aristide Delannoy, texte de Flax, no 67, 1er mai 1909,  texte intégral.
- Pierre Kropotkine, dessin d'Aristide Delannoy, texte de Flax, no 79, 24 juillet 1909.
- Émile Verhaeren, dessin d'Aristide Delannoy, texte de Flax, no 82, 14 août 1909, lire en ligne.
- Francisco Ferrer, dessin d'Aristide Delannoy, texte de Victor Méric, no 87, 18 septembre 1909, texte intégral.
- Vladimir Bourtzeff, dessin d'Aristide Delannoy, texte de Flax, no 88, septembre 1909, texte intégral.
- Charles-Albert, dessin d'Aristide Delannoy, texte de Victor Méric, no 97, 27 novembre 1909, texte intégral.
- Paul Robin, dessin d'Aristide Delannoy, texte de Victor Méric, no 102, 1er janvier 1910, texte intégral.
- Henry Chéron, texte de Victor Méric, no 105, 23 janvier 1910, texte intégral.
- Marie Curie, dessin d'Aristide Delannoy, texte d'Octave Béliard, no 108, 12 février 1910, texte intégral sur Commons.
- Lucie Delarue-Mardrus, dessin de G. Fabiano, texte de Sketch, no 174, 20 mai 1911, texte intégral.

Autres personnalités : Paul Adam, Maurice Barrès, Henry Bataille, Paul Bourget, Aristide Briand, Jules Claretie, Georges Courteline, Lucien Descaves, Paul Deschanel, Maurice Donnay, Anatole France, Urbain Gohier, Maxime Gorki, Jules Guesde, Jean Jaurès, Paul Lafargue, Jules Lemaître, Maximilien Luce, Octave Mirbeau, Jules Renard, Jean Richepin, Henri Rochefort, Auguste Rodin, Edmond Rostand, Séverine, Tolstoï, Édouard Vaillant, etc.

### Numéros hors-série
- Hors-série (ill. Aristide Delannoy), vol. 1 : Noël !, Paris, Hommes du jour, décembre 1910, 12 p.
- Hors-série (ill. Steinlein), vol. 2 : La guerre et les guerriers, Paris, Hommes du jour, février 1911, 12 p.
- Collectif (ill. Poulbot et Louis Nazzi), Hors-série, vol. 3 : Pour la défense de l’Art, du Nu et de l’Amour, Paris, Hommes du jour, mai 1911, 16 p.
- Hors-série, vol. 4 : La Joconde, Paris, Hommes du jour, septembre 1911, 12 p.
- Hors-série, vol. 5 : Hommage à Émile Zola, Paris, Hommes du jour.

### Portraits d'hier
- Amédée Dunois, Michel Bakounine, no 6, 1909[8].
- Maurice Harmel, Pierre-Joseph Proudhon, no 10, 1909[9], texte intégral.
- Victor Dave, Fernand Pelloutier, no 14, 1er octobre 1909[10].
- Victor Roudine, Max Stirner, no 39, 15 octobre 1910[11].
- Maurice de Casanove, Louis Blanc, no 52, 1er mai 1911[12].
- Élie Faure, Frédéric Nietzsche, no 59, 15 août 1912[13].

### La Petite bibliothèque des Hommes du jour
- Maurice Harmel, La Bataille scolaire, l’Église, l’État, les instituteurs, 1910.
- Victor Méric, Comment ON fera la révolution, 1910.
- Victor Dave, Pacifisme et antimilitarisme, 1910, notice..
- Henri Guilbeaux, La Social-démocratie : historique du mouvement socialiste allemand, 1910.

## Collaborateurs

### Auteurs
- Victor Méric
- Henri Fabre
- André Dahl
- André Foy

### Illustrateurs
- Bernard Bécan
- Aristide Delannoy
- Augustin Grass-Mick
- Joseph Hémard
- Lucien Laforge
- Maurice Robin
- Édouard Saunier

## Notices
- Notices d'autorité :   - VIAF
  - BnF (données)
  - IdRef
  - WorldCat
- Data.bnf : notice.
- Sudoc : notice.
- L'Éphéméride anarchiste : notice.
- Catalogue général des éditions et collections anarchistes francophones : notice.
- René Bianco, 100 ans de presse anarchiste : notice.
- Fédération internationale des centres d'études et de documentation libertaires : cartes postales.
- Centre International de Recherches sur l'Anarchisme (Lausanne) : notice.

### Portraits d'hier
- Catalogue général des éditions et collections anarchistes francophones : notice.